# 石川才顕
石川 才顯（いしかわ わざあき、1935年8月10日 - 1996年11月28日）は、日本の法学者。専門は刑事法。元日本大学法学部教授。大分県中津市出身。

## 研究・業績
日沖憲郎に師事し、刑事法、特に、刑事訴訟法分野においての業績で著名。その著書、論文は多くの刑事訴訟法学者や法律実務家に影響を与え、立命館大学教授の井戸田侃とともに捜査手続の訴訟的構造化に基づいて、捜査機関の攻撃的捜査活動に対して、被疑者側の防御活動捜査活動を対等なものとして位置づけた。その当事者主義的捜査構造から導かれる捜査訴訟構造説（捜査独自性説）の有力な推進者として知られる。それら研究の集大成である主論文『捜査における弁護の機能』に対しては、慶應義塾大学より博士（法学）の学位が授与された。
また、司法試験受験指導でも有名であり、長年監修を勤めた『択一式受験六法』（自由国民社）は、司法試験受験生の必携書となった。
1996年11月28日、脳梗塞により逝去。従五位勲四等旭日小綬章。追悼論文集に『故石川才顕教授追悼論文集 法学紀要』（通号40別巻、日本大学法学部法学研究所、1998年）がある。

## 経歴
大分県立中津北高等学校、日本大学法学部卒、同大学大学院修了。司法修習の課程を経て、日本大学法学部講師、助教授、教授就任。弁護士（第二東京弁護士会）。
学内では、法学部学務担当、法学部次長、日本大学司法研究所所長、日本大学保健体育審議会卓球部部長などを歴任。学外では、千葉大学講師、カリフォルニア大学客員教授、東京都人権擁護委員、日本学術会議中央選挙管理委員会委員、通産省大規模小売店舗審議会特別委員、文部省学術審議会専門委員などを務めた。

## 主要著書
- 『通説 刑事訴訟法』（三省堂）
- 『刑事訴訟法講義』（日本評論社）
- 『刑事手続と人権』（日本評論社）
- 『刑事政策』（評論社、編著）
- 『捜査における弁護の機能』（日本評論社）

ほか多数